# J. D. 파도
J. D. 파도(영어: J. D. Pardo, 1980년 10월 7일 ~ )는 보통 JD 파도로 활동하는 미국의 배우이다.